# Ublituximab
L'ublituximab, est un anticorps monoclonal dirigé contre le CD20 et utilisé dans le traitement de la sclérose en plaques. Il est vendu sous la marque Briumvi.

## Usage médical
C'est un médicament utilisé pour traiter la sclérose en plaques. Plus précisément, il est utilisé pour le syndrome cliniquement isolé, la maladie cyclique et la maladie progressive secondaire active. Il est administré par injection intraveineuse.

## Effets secondaires
Les effets secondaires courants comprennent des réactions à la perfusion et des infections des voies respiratoires supérieures; d'autres effets secondaires peuvent inclure des infections et un faible taux d'immunoglobulines. L'utilisation pendant la grossesse peut nuire au fœtus.

## Histoire
L'Ublituximab a été conçu dans le cadre d’un programme de recherche initié il y a plus de quinze ans par le Laboratoire français du fractionnement et des biotechnologies (LFB), avec pour objectif initial de répondre à un besoin clinique dans la leucémie lymphoïde chronique B (LLC-B). La conception de l’ublituximab a été optimisée pour renforcer l’activation des cellules immunitaires tueuses tout en minimisant les effets secondaires, grâce à des modifications de sa structure et de sa glycosylation. Après des premiers essais cliniques confirmant sa forte activité cytotoxique et sa capacité à éliminer les lymphocytes B, le développement de l’ublituximab a été poursuivi par la société biopharmaceutique américaine TG Therapeutics, qui l’a ensuite commercialisé sous le nom de Briumvi.
L'ublituximab a été approuvé pour un usage médical aux États-Unis en 2022. En 2023, il a reçu un avis positif de la part des régulateurs européens. Aux États-Unis, cela coûte environ 64 000 dollars américains par an à partir de 2023,,.